# Julia Liuson
 (mars 2022).
Julia Zhenglei Liuson (潘正磊, née en 1970 à Shanghai en Chine) est présidente de la division développeur chez Microsoft et Github.
Liuson supervise le développement commercial et logiciel pour Visual Studio et le NET Framework (NetFx), y compris Visual Studio Code, tous les langages de programmation, interfaces utilisateur, outils de développement/test d'équipe et outils d'adoption de plateforme. Dans une entrevue avec eWEEK, Liuson a déclaré que Microsoft s'efforçait d'aider tous les développeurs et les développeuses, de toutes les plateformes et de tous les langages, à réussir avec des outils qui permettent des scénarios innovants.

## Biographie
Julia Zhenglei Liuson est né à Shanghai, en Chine, en 1970,.
En 1991, Liuson obtient un baccalauréat en génie électrique et informatique de l'Université de Washington. Elle a rejoint Microsoft immédiatement après l'obtention de son diplôme. Elle y a débuté comme développeur dans l'équipe Access, puis dans Visual InterDev, le précurseur de Visual Studio.
Liuson a occupé divers postes techniques et de gestion chez Microsoft. Elle a occupé les postes de responsable du développement et de responsable de l'unité de produit partenaire pour Visual Basic. Elle a ensuite été nommée directrice générale des applications d'affaires de Visual Studio, où elle était chargée de faciliter la programmation par des développeurs et des développeuses des applications d'affaires sur les plateformes de serveurs et de services Microsoft.
Liuson a occupé le poste de directrice générale de l'unité d'affaires Serveurs et outils du bureau de Microsoft de Shanghai en Chine pendant deux ans, tout en dirigeant des équipes d'ingénieurs et d'ingénieures des deux côtés de l'océan Pacifique.
Liuson a présenté des discours lors d'événements commerciaux et technologiques clés, notamment Connect() 2015,, China Business Challenge 2014, Technet 2013 de Chine.
Liuson vit à Kirkland, une banlieue de Seattle près du campus de Microsoft à Redmond. Elle et son mari ont un fils.